# Страта розплавленим металом

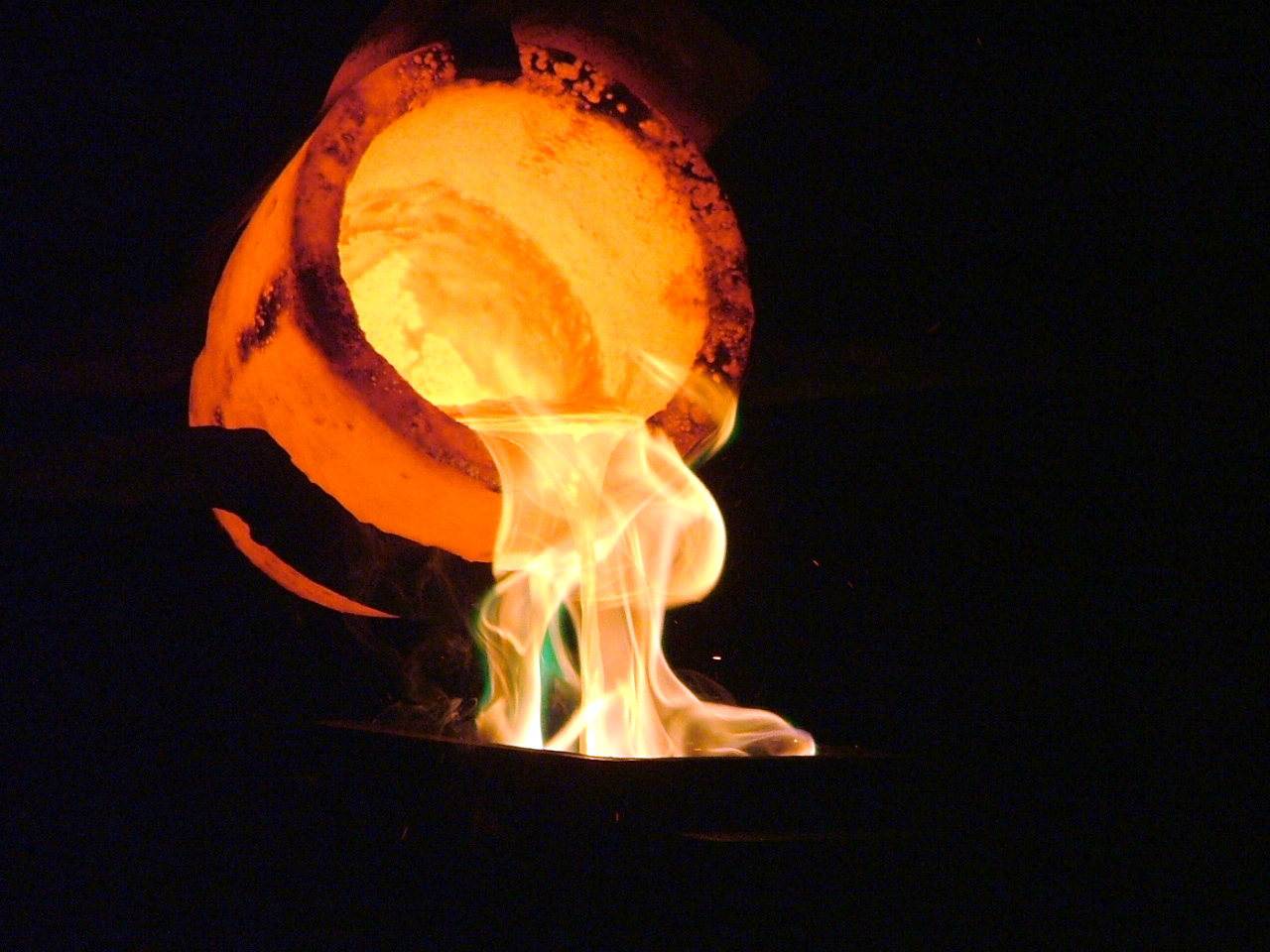
Розлив рідкого розплавленого золота з плавильного тигелю у відливку

Страта розплавленим металом (англ. execution by molten metal) — історичний вид смертної кари, який передбачав страту людини шляхом вливання в неї (через горло, очі або вуха) розпеченого зрідженого металу (золота, срібла, свинцю тощо). Відомо про застосування такого методу страти в Європі та Америці в стародавньому світі, середньовіччі та в ранньомодерну добу. Зазвичай страта виконувалась як покарання за надмірну жадібність за принципом таліону.
У 2003 році було проведено експеримент, який показав, що смерть настає майже миттєво в результаті гострої легеневої дисфункції та шоку через виділення пари та подальше термічне ураження дихальних шляхів. І навіть якщо жертва миттєво не помре, то буде задушена металом, який в експерименті застиг впродовж 10 секунд.

## В історії
Метод страти розплавленим золотом відомий з часів стародавнього світу, а саме зі Стародавнього Риму. За однією з версій, саме таким чином було вбито надзвичайно багатого римського полководця Марка Ліцинія Красса (53 рік до н. е.), а також імператора Валеріана Старшого у 260 або 264 році нашої ери (хоча за іншими даними — з останнього зідрали живцем шкіру).
Відомо й про подібну страту в середньовіччі. Монгольський правитель Чингісхан, що славився своїми жахливими тортурами, як то варіння в окропі чи розчавлення заживо (зокрема, таким чином стратили руських князів після битви на Калці), також застосовував розплавлений метал до Каїра-хана (відомого також як Іналчук), правителя Отрара, частини Хорезмської імперії. Чингісхан відправив у Харезм трьох послів (двох монголів і мусульманина) з вимогою до хана після чого Іналчук з дозволу шаха Харезму вбив мусульманина та відрубав монголам бороди. Розгніваний Чингісхан наказав залити розплавлене срібло в горло та на обличчя Каїра-хана.

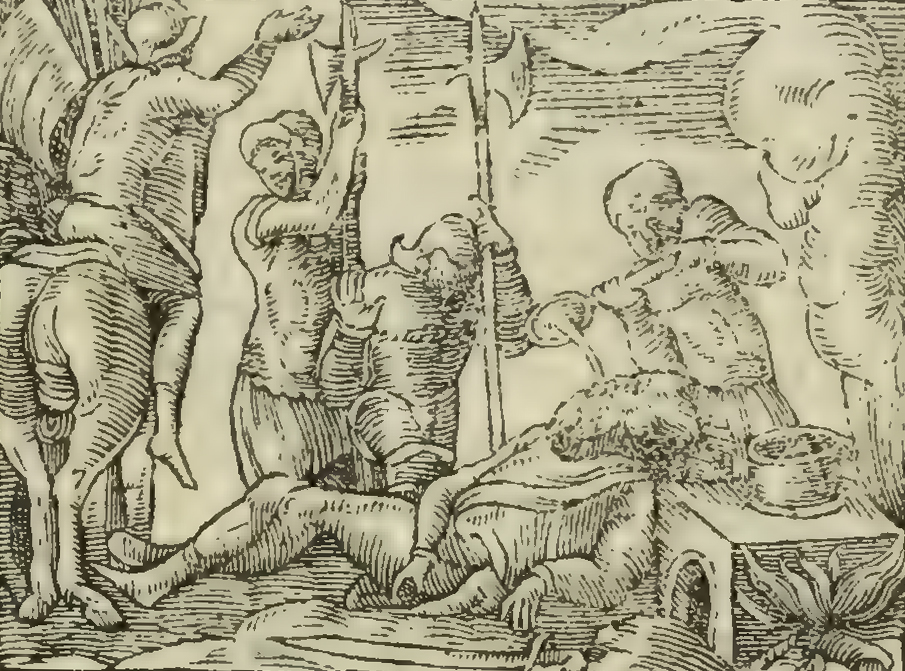
Гравюра П'єра Кустау[it], 1555 рік Страта Марка Ліцинія Красса парфянами. Підписана Лише смерть приносить щастя та збагачує
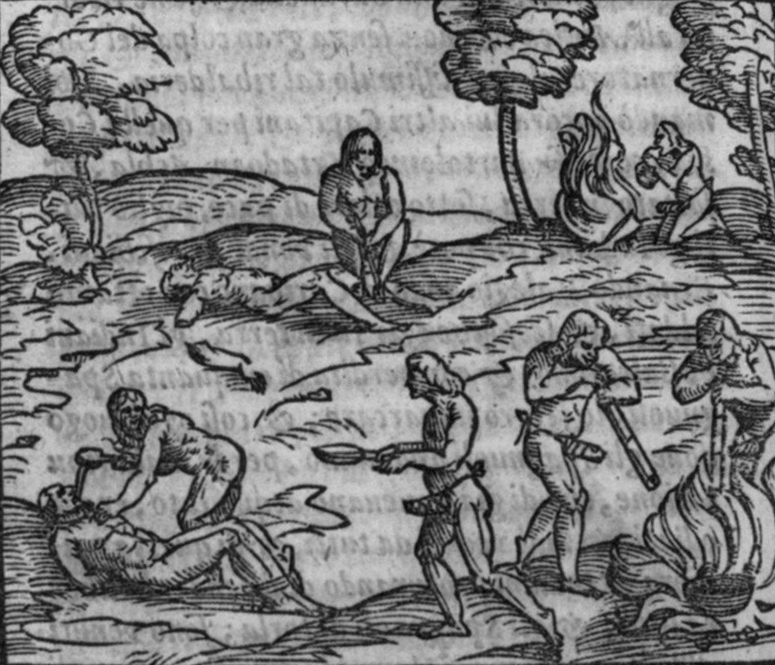
Гравюра Джироламо Бенцоні з книги La Historia del Mondo Nuovo У верхній частині — індіанці розрізають труп іспанця та їдять, у нижній частині — вливають розпечене золото в рот зв'язаного іспанця

Однак такий чи подібний метод страти не обмежується лише давніми часами. Відомі також страти в ранньому модерні. Зокрема в історії Еквадору на початку колоніального правління Іспанської імперії, у 1599 році, подібна доля спіткала іспанського губернатора. Корінні індіанці народності шуара, які обкладалися надмірними податками на торгівлю золотом, напали на поселення Логроньо і стратили «жадібного губернатора», вливши розплавлене золото йому в горло. Крім того, є свідчення про застосування такого методу страти іспанською інквізицією.

### Страти розплавленим металом у Московії
Традиційним у часи існування Московського царства, у XVII столітті, покаранням фальшивомонетників було заливання в горло обвинуваченого розплавленого металу. Таким чином здійснювався принцип звичаєвого права, таліон («око за око, зуб за зуб»). У царському указі від 1637 року про такий звичай було сказано: «в прежних летах при прежних Великих Государех … заливали теми их воровскими денгами горло». Згідно зі свідченнями іноземних очевидців у горло обвинуваченим заливали олово, хоча в російських джерелах згадується й свинець, а також той метал, з якого підробляли гроші. Хоча це й не було єдине покарання за подібний злочин. Зокрема указом 1661 року такий вид страти мав би скасовуватись, а покаранням фальшивомонетників мало би стати лише фізичне побиття. Фактично жертв і далі тортурували подібним чином. На думку деяких російських істориків пом'якшення покаранням викликало сплеск фальшивомонетництва, який надалі вилився у так званий «Мідний бунт». Направду ж основною причиною бунту стала штучна девальвація московських грошей (копійок, деньг і полушок), пов'язана з тривалою війною проти Речі Посполитої з 1654 року та, як її частиною, з Військом Запорозьким у 1658—1659 роках. За ініціативою царського фаворита Фьодора Ртищева срібло було замінено міддю. Податки продовжили збиратися сріблом, а жалування виплачувалось міддю. Ця реформа призвела до швидкого знецінення валюти, коли за 6 грошових одиниць у сріблі давали 170 таких же в міді. Крім того цей же процес призвів до різкого здороження товарів.
Страта з використанням розплавленого металу відома й в історії земель України. Зокрема, саме ця причина є однією з версій смерті наказного гетьмана Данила Виговського, брата гетьмана Івана Виговського та зятя, покійного на той момент, Богдана Хмельницького. У московсько-козацькій війні 1658—1659 років Данило здійснив кілька марних спроб вибити з Києва московську залогу, а по завершенню війни та зреченню булави братом Іваном, новим гетьманом Війська Запорозького став Юрій Хмельницький. Він приходився Данилові шурином, оскільки дружина Виговського була рідною сестрою Юрася. Хмельницький-молодший підписав з Московією Переяславські статті, у яких крім іншого йшлося про передачу московитам Івана, Данила та всіх інших Виговських. Невдовзі після цього 1659 року Данило потрапив у московський полон, де його неподалік Калуги було по-звірячому закатовано — залито очі розпеченим свинцем.

## Сучасний експеримент з гортанню тварини
2003 року було проведено експеримент, аби з'ясувати причину смерті від такої страти. Дослідників цікавило що саме вбиває жертву: метал, пара, задуха, або ж розрив внутрішніх органів, про який повідомляли різні джерела. Результати були опубліковані в рецензованому медичному журналі Journal of Clinical Pathology, який належить Асоціації клінічних патологів. Металом було обрано свинець, оскільки він також застосовувався в історії, але значно дешевший золота. Дослідним зразком, який би імітував жертву, виступила гортань великої рогатої худоби з місцевої бійні, але дослідники підкреслили, що жодна тварина не була забита спеціально для цієї мети. Дальній кінець гортані було закрито цигарковим папером, а в ближню частину залили 750 г зрідженого свинцю, розігрітого приблизно до 450°C.
Від початку заливання металу на обох кінцях зразка з'явилася велика кількість пари, а листок паперу був із силою нею виштовхнутий. Протягом 10 секунд свинець знову застиг, повністю заповнивши гортань. Подальше дослідження пошкодженої гортані показало, що слизова оболонка була повністю спалена, а м'язи були розжарені або пошкоджені приблизно на 1 см углиб. Дослідники прийшли до висновку, що хоч процес страти й може призвести до розриву внутрішніх органів, але смерть ймовірніше наступає майже миттєво в результаті гострої легеневої дисфункції та шоку через виділення пари та подальше термічне ураження дихальних шляхів. І навіть якщо жертва миттєво не помре, то буде задушена металом.

## У мистецтві

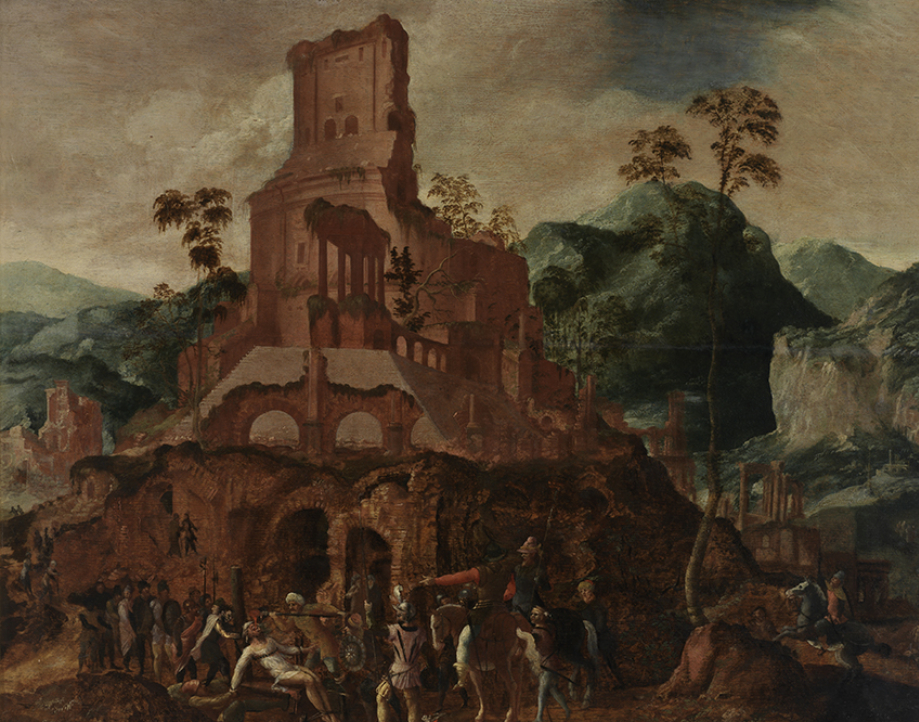
«Смерть Марка Ліцинія Красса», Ланцелот Блондель, 1558 рік

Легенда про страту Марка Ліцинія Красса парфянами відображена в різних творах мистецтва переважно XVI століття. Так фламандський художник Ланцелот Блондель 1558 року намалював картину «Смерть Марка Ліцинія Красса». У Луврі зберігається глиняний посуд приблизно 1530—1540 років, на якому зображені тортури Красса.
Подібно до історичних страт існує епізод фентезійного всесвіту «Пісня льоду й полум'я» Джорджа Мартіна, де персонаж Хал Дрого виливає на голову Вісериса Таргарієна розжарене золото. Опісля цього Данерис Таргарієн, що спостерігала за стратою, каже «він не був драконом, вогонь не може вбити дракона» (англ. He was no dragon, fire cannot kill a dragon). У серіалі «Гра престолів» цей момент показано в першому сезоні, в епізоді під назвою «Золота корона» (англ. A Golden Crown), натякаючи таким чином саме на спосіб страти.